# ボルン=フォン・カルマン境界条件
ボルン＝フォン・カルマン境界条件（ボルン＝フォン・カルマンきょうかいじょうけん、英: Born–von Karman boundary condition）は、波動函数がある特定のブラベー格子上で周期的でなければならないという制限を課す周期境界条件である。マックス・ボルンとセオドア・フォン・カルマンの名にちなむ。この条件は固体物理学において理想結晶をモデル化するためにしばしば用いられる。
この条件は次の様に表される：
{\displaystyle \psi (\mathbf {r} +N_{i}\mathbf {a} _{i})=\psi (\mathbf {r} ),\,}
ここで i はブラベー格子の次元で、ai はその格子の基本ベクトル、Ni は任意の整数である（格子は無限と仮定される）。この条件は、
{\displaystyle \mathbf {T} =\sum _{i}N_{i}\mathbf {a} _{i}.}
を満たす任意の格子並進ベクトル T に対して、
{\displaystyle \psi (\mathbf {r} +\mathbf {T} )=\psi (\mathbf {r} )}
が成り立つことを示すために用いることが出来る。ここで、ボルン＝フォン・カルマン境界条件は Ni が（無限に）大きい場合に有用となることに注意されたい。
ボルン＝フォン・カルマン境界条件は、回折やバンドギャップのような結晶の多くの特徴を解析するために、固体物理学において重要となる。ボルン＝フォン・カルマン境界条件の課された周期函数としての結晶のポテンシャルをモデル化し、シュレーディンガー方程式に適用することで、結晶のバンド構造を理解する上で特に重要なブロッホの定理の証明を導くことが出来る。